# Annuncio a Gioacchino e sua offerta
L'Annuncio a Gioacchino e sua offerta sono due scene da un affresco (circa 480x250 cm) attribuito a Cimabue, databile attorno al 1277-1283 circa e conservato nella lunettone a destra della vetrata dell'abside della basilica superiore di San Francesco di Assisi. 

## Storia
La datazione degli affreschi di Cimabue è piuttosto discorde, sebbene negli studi più recenti si sia assestata a un periodo tra il 1277, anno dell'elezione al soglio pontificio di Niccolò III e il 1283 circa. Le storie mariane, nell'abside, sono in genere ritenute tra le prime decorazioni della basilica superiore.
Gli affreschi di Cimabue sono in generale in condizioni mediocri o pessime. Le scene dei lunettoni (queste e la Natività e sposalizio della Vergine a destra) sono tra le peggio conservate, anche per la presenza di ridipinture estese e grossolane, che permettono solo una ricognizione generica sulle composizioni e l'articolazione delle scene. 

## Descrizione e stile
Il lunettone sinistro presenta in alto l'Annuncio a Gioacchino e in basso, separato da una cornice, l'Offerta di Gioacchino al Tempio. Si tratta di storie legate alla nascita di Maria, provenienti dal Protovangelo di Giacomo.
Nella prima scena, ambientata su una montagna, un angelo appare a Gioacchino seduto su una roccia; davanti ad esso dovrebbe trovarsi il suo gregge, scarsamente leggibile.
La scena inferiore è ambientata dentro un grande edificio con arcate, al centro del quale siede un personaggio con aureola, mentre tre figure avanzano verso di esso. La lettura di questa scena si basa sul parere del Thode, ma c'è anche chi vi ha intravisto una frammentaria Presentazione di Maria al Tempio. Il primo personaggio a sinistra appare come un angelo, ma non è chiaro se questo aspetto sia dovuto a un rifacimento successivo. La mano del primo personaggio a destra è affine a dettagli dipinti dal Maestro Oltremontano nel transetto destro. 
Nei sottarchi delle lunette sono presenti figure di angeli, santi e profeti a mezzo busto entro clipei o riquadri; negli sguaci santi a figura intera entro nicchie. Si tratta di motivi che si ritrovano attorno alle vetrate dell'abside. Nel registro sottostante, sopra al ballatoio, si trovano la Madonna tra due angeli, ciascuno a mezza figura sotto un arco dipinto; nelle nicchie delle due loggette figure a mezzo busto. Tutte queste scene decorative sono riferibili alla bottega di Cimabue.

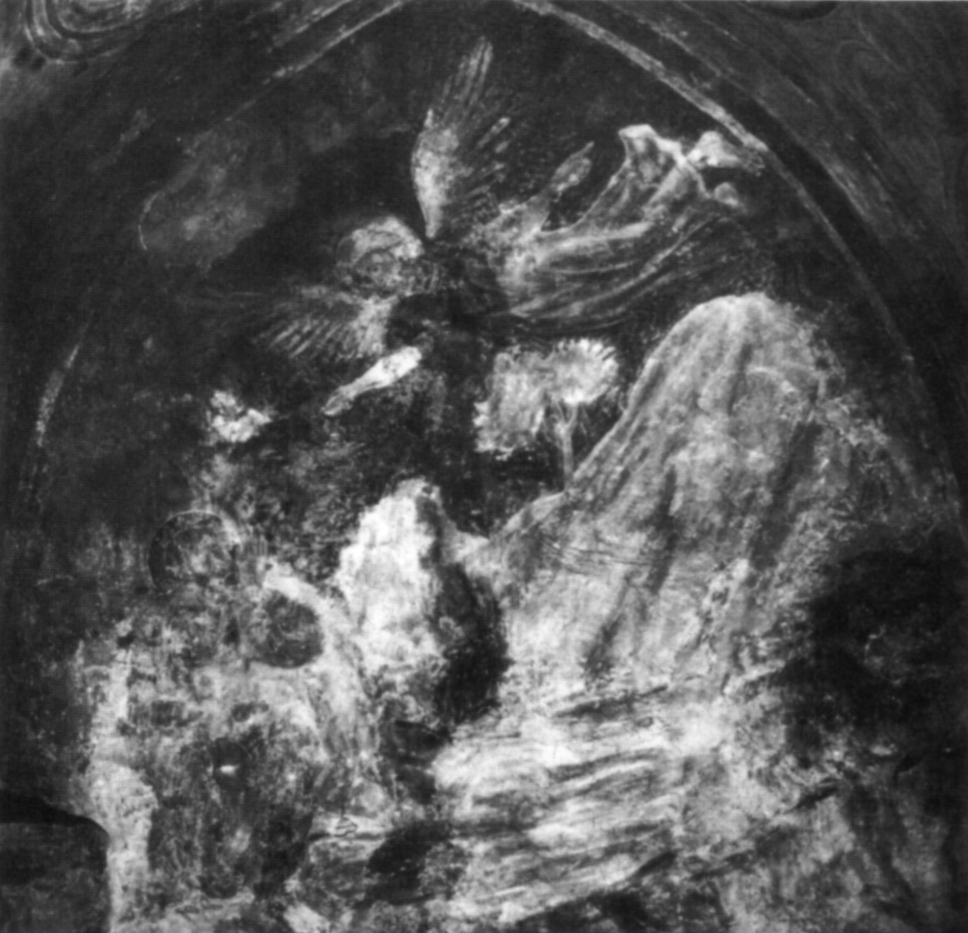
Annuncio a Gioacchino
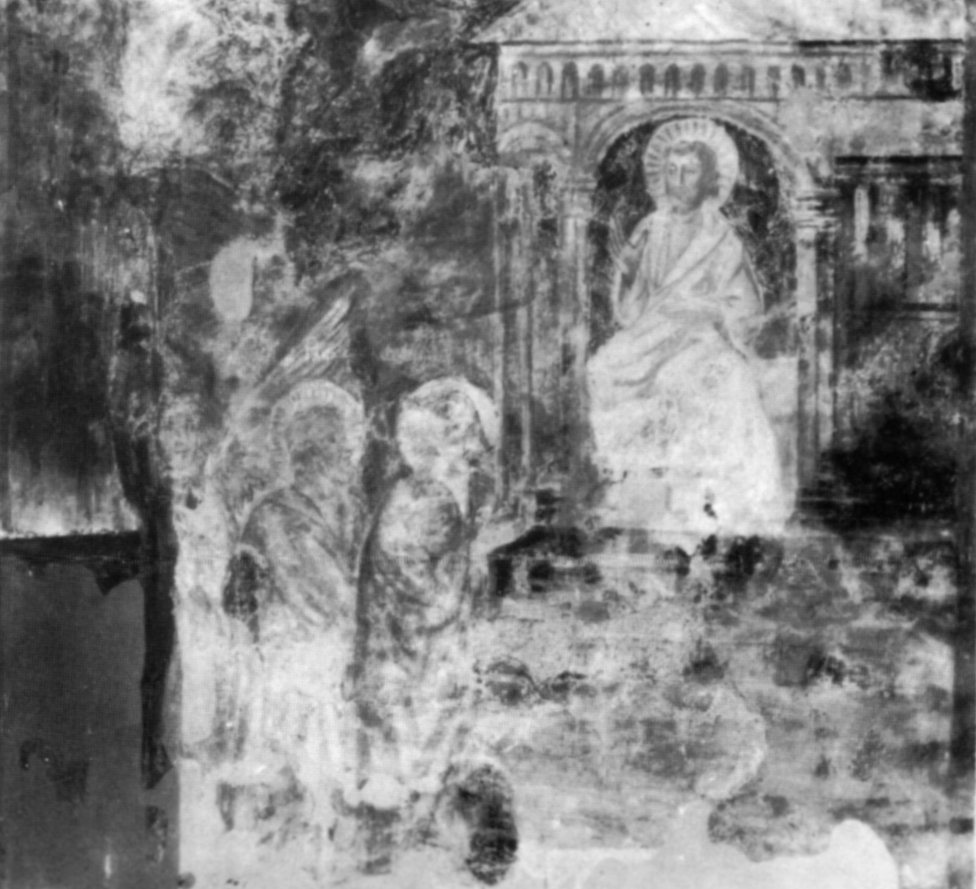
Offerta di Gioacchino